# Kalinowo (powiat ełcki)

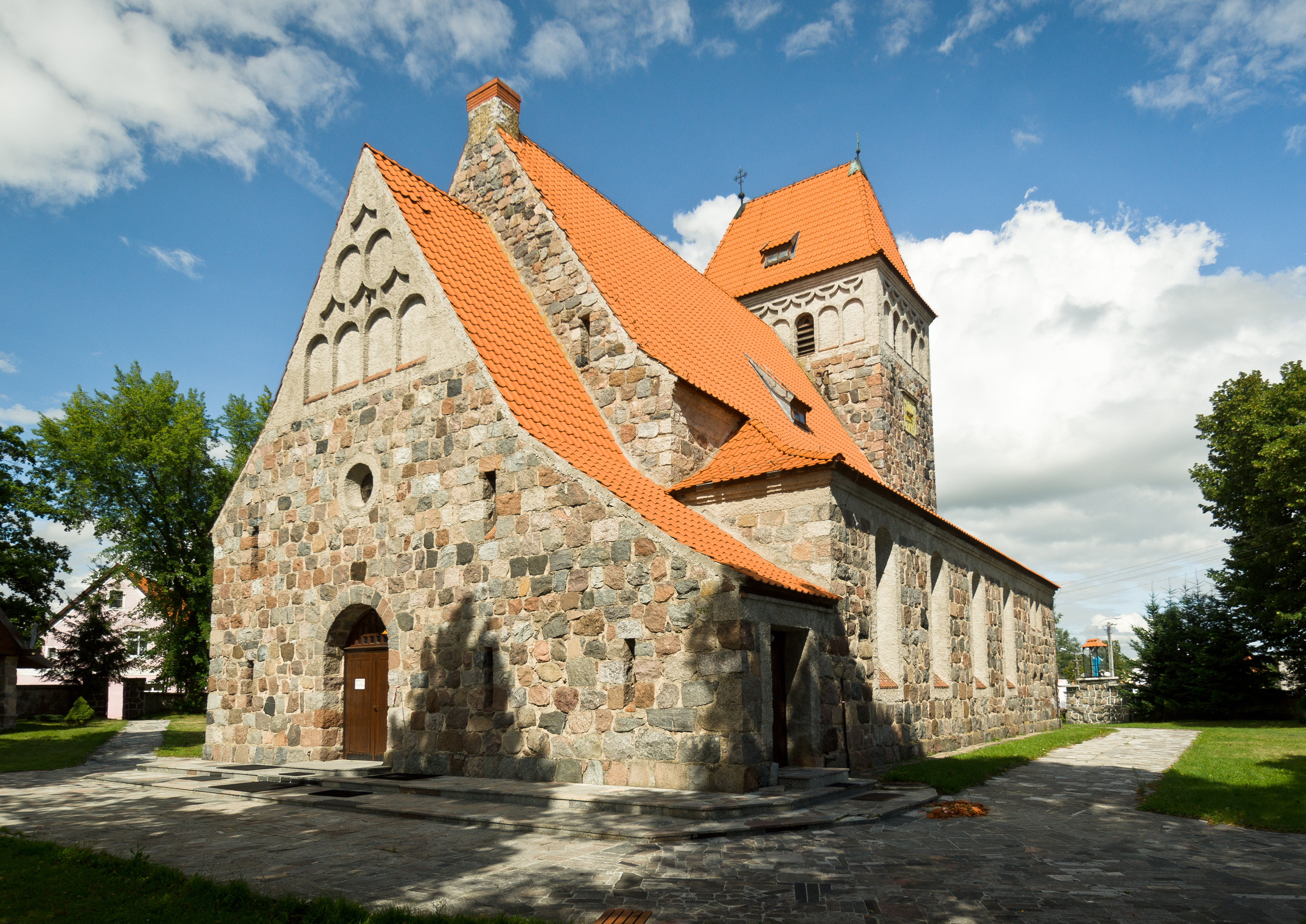
Zabytkowy kościół pw. Wniebowzięcia NMP z roku 1924 we wsi Kalinowo

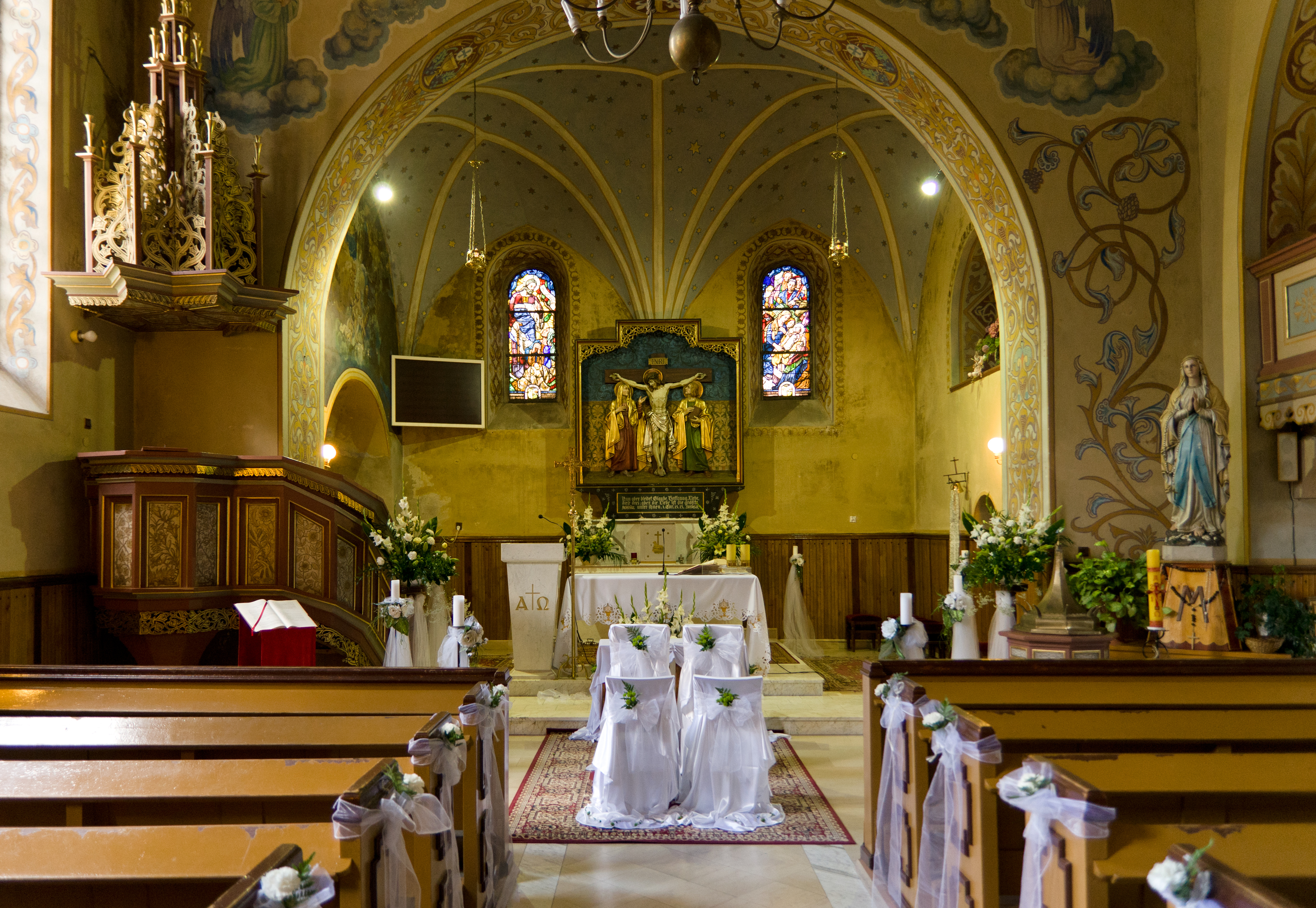
Ołtarz w prezbiterium kościoła Wniebowzięcia NMP w Kalinowie

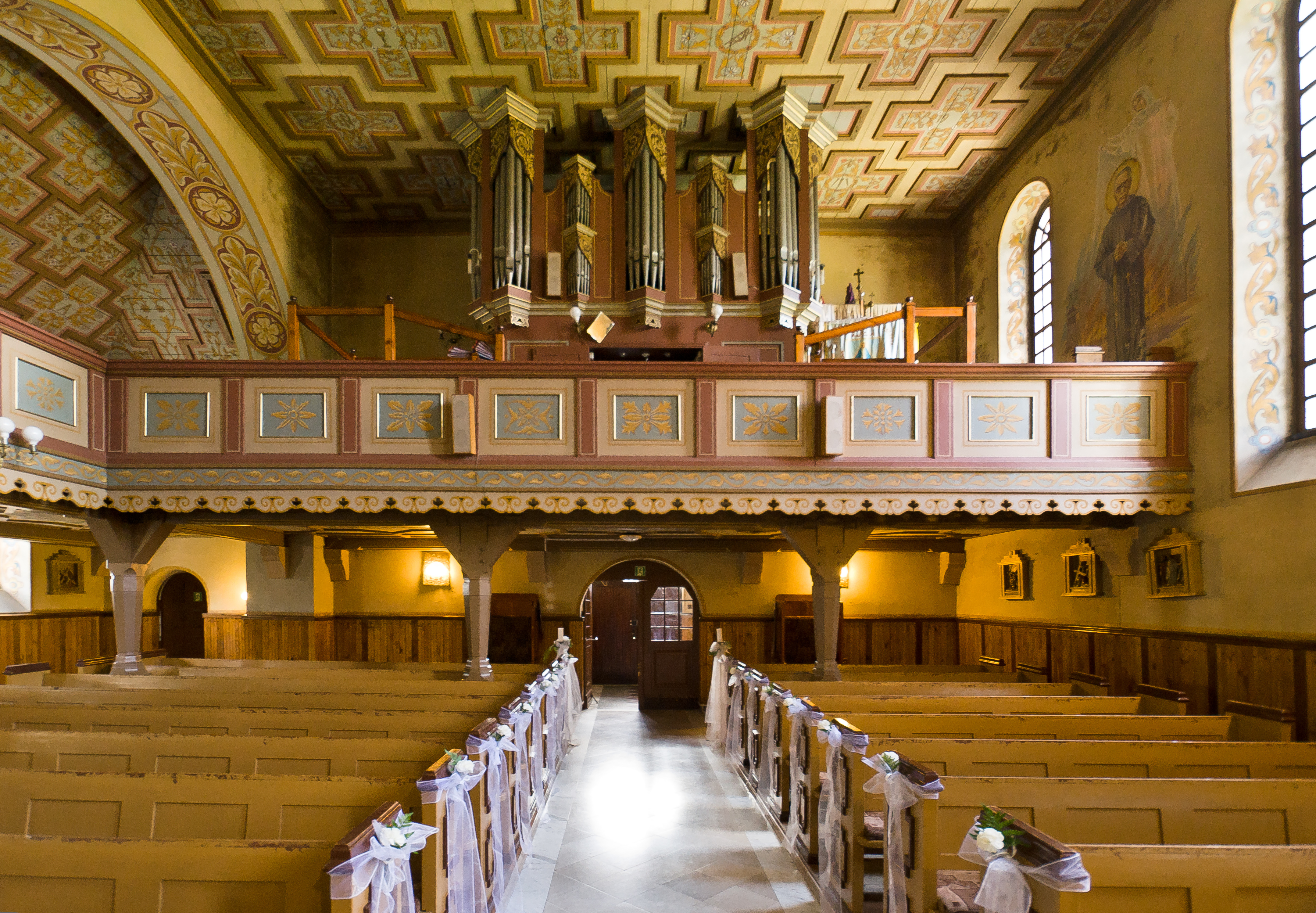
Chór w kościele Wniebowzięcia NMP w Kalinowie

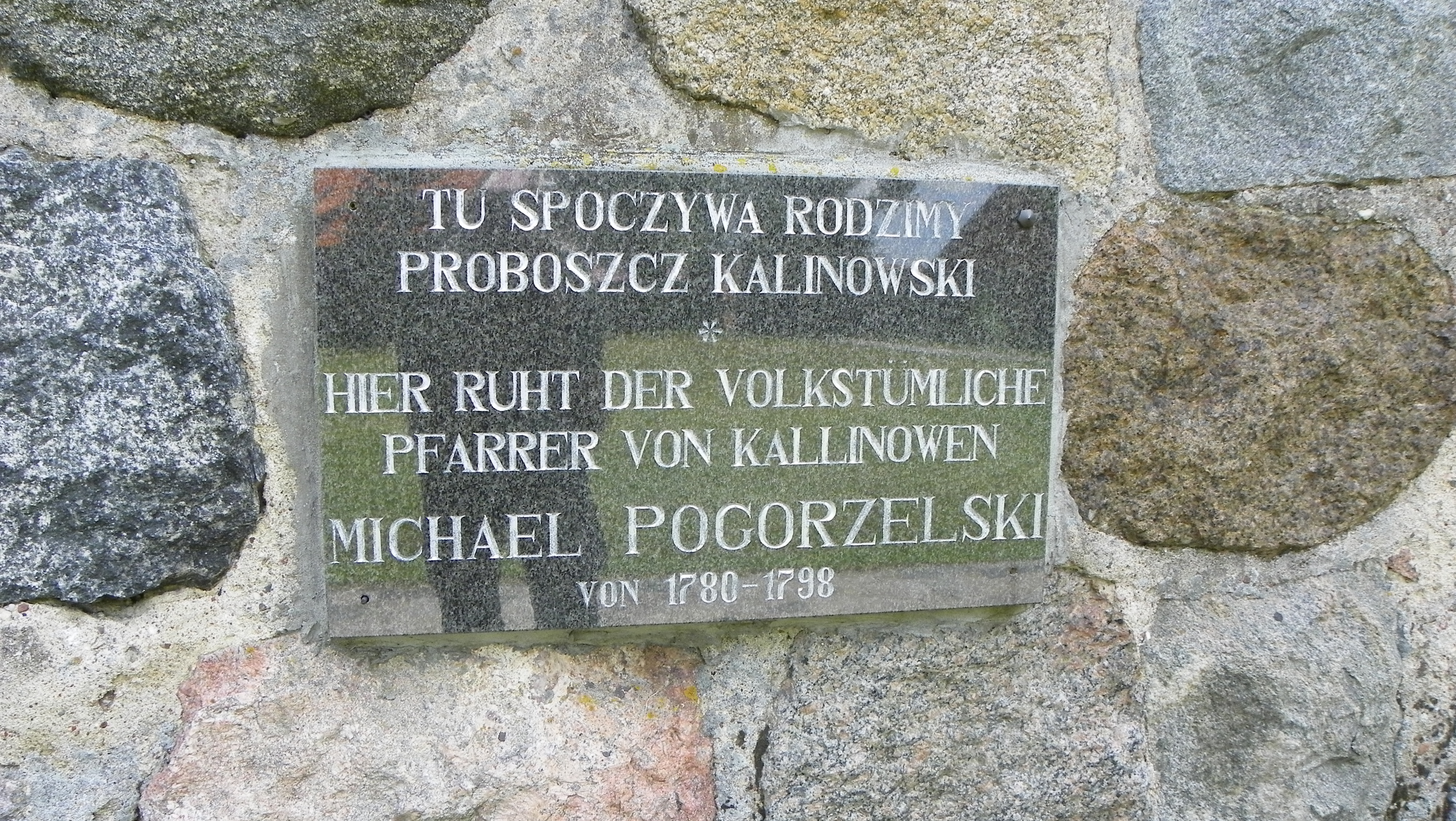
Tablica upamiętniająca proboszcza kalinowskiego Michaela Pogorzelskiego

Kalinowo (niem. Kallinowen, od 1938 Dreimühlen) – wieś w Polsce, położona w województwie warmińsko-mazurskim, w powiecie ełckim, w gminie Kalinowo przy skrzyżowaniu drogi krajowej nr 16 z drogą wojewódzką nr 661. 

## Podział administracyjny
W latach 1975–1998 miejscowość administracyjnie należała do województwa suwalskiego.
Miejscowość jest siedzibą gminy Kalinowo. 

## Nazwa
Nazwa wsi wywodzi się albo od pruskiego słowa kal, oznaczającego dom lub od polskiego słowa kalina. Ponieważ była zasiedlana kolonistami z Mazowsza, najprawdopodobniej nazwa wywodzi się od nazwiska osadnika. W dokumentach historycznych występuje pod nazwami Kalinowo, Kalynowa, Kalinoffa. Dopiero znacznie później pojawia się zniemczona nazwa Kallinowen.
W lipcu 1938 (według innych źródeł w 1928 r.) historyczna nazwa miejscowości została zmieniona w okresie tzw. chrztów hitlerowskich na Dreimühlen.

## Historia
W Kalinowie istniało już osadnictwo jaćwieskie, na co wskazuje odnaleziona na miejscowym cmentarzu tzw. baba pruska. Według niemieckiego historyka, opisującego Olecko, Kalinowo zostało założone w 1539 r. Jednak informacja o wsi pojawia się już w dokumentach z 1499 r., kiedy pleban z Kalinowa (wieś czynszowa) toczył spór z plebanem z Juch o wieś Kleszczewo. Prawdopodobnie parafia powstała wraz z lokacją wsi w 1492 r. (wcześniej funkcje parafialną dla tych ziem pełnił kościół w Ełku). W 1507 r. Kalinowo liczyło 40 łanów, z których 4 należały do sołtysa (łany wolne), 31 było łanów nieobsadzonych a pozostałych chłopów czynszowych obejmowała jeszcze wolnizna. Wieś lokowana była po 1491 roku (najprawdopodobniej w 1492 r.), na co wskazują dokumenty lokacyjne wsi sąsiednich. W 1529 r. w Kalinowie istniała szkółka parafialna. Przywilej lokacyjny Kalinowo (Kalynowa) otrzymało w 1539 od księcia Albrechta. W przywileju tym potwierdzono nadanie 40 łanów na prawie chełmińskim, w tym 4 łany wolne dla sołtysa i dwa łany dla pastora (uposażenie parafii). Sołtys Stanisław (Stenzell) zobowiązany był do jednej służby zbrojnej. Potwierdzenie zobowiązania dla sołtysa zawarte jest także w tzw. popisie wojskowym z 1519 r. W 1513 r. wieś wymieniana jest w dokumencie (pod nazwą Kalinoffa) wydzielenia odrębnego komornictwa w prokuratorii leckiej (ełckiej), jako podległa burgrabiemu straduńskiemu. W spisie z 1507 r. w Kalinowie wymieniane są dwie karczmy. Natomiast w spisie z lat 1540-1543 w Kalinowie wymieniano sześć karczm. W 1507 r. w Kalinowie wymieniany jest komornik ziemski. W dokumentach z 1529 wymieniana jest parafia w Kalinowie. W 1561 r. książę Albrecht nadał dąbrowę w Kalinowie wraz z łąką Stanisławowi Sówce. W czasie najazdu tatarskiego w 1656 r. Kalinowo zostało splądrowane a wielu mieszkańców, wraz z proboszczem Baranowskim, zostało uprowadzonych jako jasyr. W czasie epidemii dżumy (1709-1711) w parafii Kalinowo zmarły 633 osoby.
W XVIII w. odbywały się we wsi jarmarki cztery razy w roku, na które przyjeżdżali także ludzie z Polski. Bydło przyganiano aż z Podola. Jako że Kalinowo było wsią przygraniczną to mieszkańcy trudnili się także przemytem (przemycano sól, bydło, machorkę, zapalniczki, itp.). W tym okresie we wsi było 38 domów. W 1835 w Kalinowie mieszkało około 300 osób, a w roku 1900 – 590. W spisie z 1939 roku wykazano we wsi 661 mieszkańców.

## Obiekty zabytkowe

### Kościół
Pierwszy kościół zbudowano wkrótce po założeniu wsi czyli pod koniec XV w. Spłonął on w czasie najazdu Tatarów. Odbudowany został w 1666 r. (był drewniany, podobny do obecnie istniejącego w Ostrykole). Budynek kościoła przebudowany gruntownie w 1725 był wielokrotnie remontowany, spłonął w czasie I wojny światowej. Obecny pw. Wniebowzięcia NMP z ozdobną wieżą krytą czterospadowym hełmem wybudowano w 1924 r, a dwa dzwony pochodzą z 1672 i 1662 r.
Parafia w Kalinowie należała do jednych z najbardziej polskich na Mazurach. Nawet w oficjalnych statystykach do I wojny światowej wykazywano przewagę ludności polskiej. W 1834 r. na 3625 parafian było tylko 239 Niemców. W tym czasie w szkole uczyło się 538 dzieci polskich i 95 niemieckich. W 1901 r. pośród 5244 parafian tylko 1400 zapisano jako Niemców. W 1912 na 3600 parafian – 660 Niemców.
Po II wojnie światowej kościół został zajęty przez katolików i nigdy nie zwrócony. Formalnie mazurską świątynię przekazali Kościołowi łacińskiemu komuniści jako "mienie poniemieckie" w 1947 roku. Plebanię i plac natomiast otrzymał Kościół metodystyczny.
Dziś kościół pozostaje siedzibą parafii rzymskokatolickiej, należącej do dekanatu Ełk - Miłosierdzia Bożego, diecezji ełckiej.

## Ludzie związani z Kalinowem
- Bernard Rostock-Rostkowski(1690-1759), ur. w Kalinowie, autor popularnej na Mazurach pieśni "Pola już bziałe" oraz tłumacz pieśni religijnych na język polski. Tuż po studiach przez dwa lata był zastępcą kierownika szkoły w Ełku, później, w latach 1712-1759, kaznodzieją. Był proboszczem w Kalinowie.
- Michał Pogorzelski ur. 1737 w Lepakach Wielkich, proboszcz w Kalinowie w latach 1780-1798. Dzięki pomocy superintendenta w Stradunach – Pawła Krzysztofa Drygalskiego – ukończył szkołę książęca w Ełku. Później uczył się w Królewcu w tzw. szkole staromiejskiej. W 1762 r. rozpoczął studia na wydziale teologicznym na uniwersytecie w Królewcu, które ukończył z odznaczeniem. Znał język litewski, ale stosunkowo słabo posługiwał się językiem niemieckim, co utrudniało mu objęcie probostwa. Otrzymał pracę jako organista w Ragnecie, a potem awansował na rektora (pierwszego nauczyciela) w Kutach pod Węgorzewem. Dzięki listowi polecającemu otrzymał parafię w Kalinowie. Odnowił zrujnowaną plebanię, wikarówkę i mieszkanie nauczyciela, odrestaurował tutejszy kościół. Szkoły, pozostające od jego opieką, otrzymały dobrą opinie od superintendenta ełckiego Tymoteusza Gizewiusza. Był twórcą pieśni (słowa i muzyka), pisał wiersze.